# Tragedie
En tragedie er en genre inden for skuespil, hvor historien ender sørgeligt. De ældste kendte tragedier er skrevet i antikkens Grækenland. De tre store græske tragikere er Aischylos, Sofokles og Euripides, der alle levede i 500-tallet f.Kr. En måde at skille tragedien fra komedien, er ifølge Aristoteles, at tragedien skal handle om karakterer, der er mere ædle end os- modsat komedierne, der omhandler personer, som ikke er det (som regel i kraft af manglende kropskontrol, "underbuksehumor").

## Etymologi
Ordet kommer ifølge Aristoteles af græsk τραγῳδία (tragō(i)diā), en sammentrækning af τράγος (tragos = gedebuk) og ῳδός (ō(i)dos = sang). Oprindelsen er omstridt, men
det kan dreje sig om satyrspil, hvor skuespillerne var iført gedeskind, eller om sang fremført ved ofring af en ged.

## Historie
Tragedien er en genre, der fra starten af viede sig til at fortælle historien om store nederlag uden at gribe til hån og fordømmelse. Tragediekunsten opstod i de græske teatre i 500-tallet f.Kr. Man følger en helt, som regel af høj byrd, en konge eller berømt kriger, fra velstand og hæder til ruin og skam, fordi han selv på et tidspunkt har fejlet. Aristoteles forsøgte omkring år 350 f.Kr i Poetikken at definere hovedkomponenterne i en virkningsfuld tragedie: Der skulle en central skikkelse til, og handlingen udspille sig over ret kort tid. "Forandringen i heltens skæbne" skulle så udvikle sig "fra lykke til lidelse". En tragisk helt skulle hverken være helt god eller helt dårlig, men et almindeligt menneske, publikum let kunne identificere sig med; en person med mange gode egenskaber kombineret med nogle mangler, fx hidsighed eller overmod eller ren ubetænksomhed. Så skulle vedkommende gøre et fejltrin, ikke ud fra et ondt motiv, men blot hamartia, dvs. et fejltrin, et øjebliks blindhed, en svipser, som så resulterer i en frygtelig peripeteia, et omslag i skæbnen med et sådant forløb, at helten mister alt, hvad der er ham kært, og temmelig sikkert selv må bøde med livet. Aristoteles' indsigt består i, at den medynk vi føler ved andres fiasko, som regel har sit ophav i fornemmelsen af, at vi selv under visse omstændigheder lige så nemt kunne være havnet i en misère som deres. Tragedierne skulle opdrage publikum til beskedenhed overfor deres evne til at undgå ulykker, og samtidig vække medynk med den, der faktisk er ramt. Vi skal forlade teatret mere forsigtige med at se ned på vore medmennesker, om de er faldne eller fallerede.